# Société de criminologie du Québec
 (décembre 2008).
Si vous disposez d'ouvrages ou d'articles de référence ou si vous connaissez des sites web de qualité traitant du thème abordé ici, merci de compléter l'article en donnant les références utiles à sa vérifiabilité et en les liant à la section « Notes et références ».
La Société de criminologie du Québec (SCQ) a été fondée, en 1960, par un groupe de personnes préoccupées par l’augmentation de la criminalité, par la nécessité d’assurer une meilleure protection publique et par le désir de mieux coordonner mais aussi d’humaniser l’intervention auprès des contrevenants jeunes ou adultes.
Elle remet plusieurs distinctions :
- Prix Beccaria
- Prix Noël-Mailloux
- Prix Archambault-Fauteux
- Prix Denis-Gagné